# Полісуари

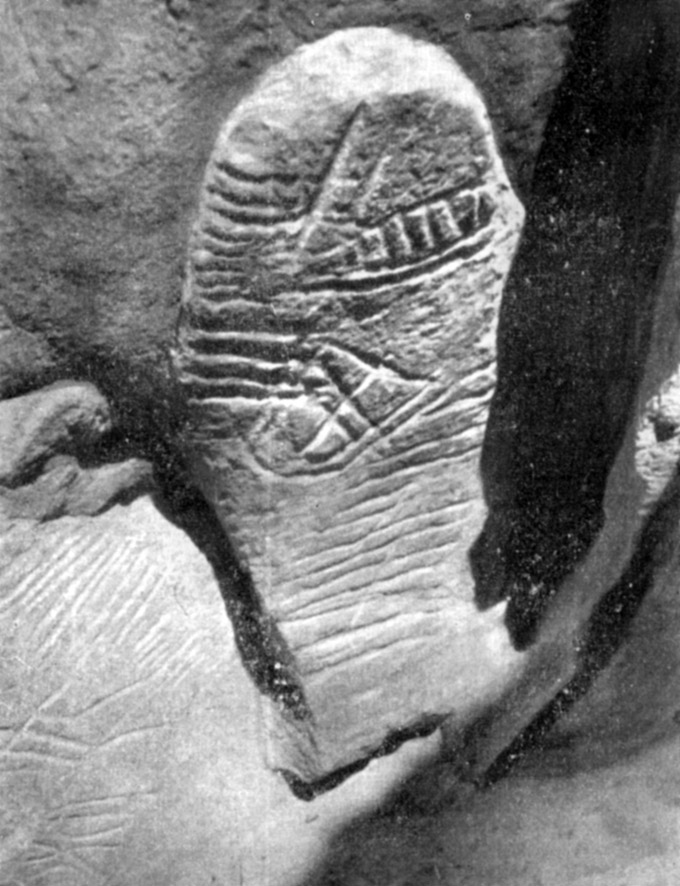
Артефакт на Кам'яній Могилі.

Полісуари, Загострені борозни, Полірувальні борозни, Точильні борозни — висічені в скелі борозни, які зустрічаються в багатьох місцях Європи, зокрема, на острові Ґотланд у Балтійському морі, поширені у Франції, де їх використовували для полірування кам'яних сокир, в Україні є на Кам'яній Могилі.
У Швеції також є канавки в північно-західній Сканії та Халланді. У Гантофті, розташованій за 14 км (8,7 миль) на південь від Гельсінгборга, поверхня скелі з пісковика вигравірувана тисячами борозен. Місцева традиція говорить, що їх виготовляли як точильні камені.
Борозни у Франції походять з неоліту і називаються полісуарами, які датуються бл. 2500—2000 рр. до н. е. Люди, які будували дольмени, зводили менгіри та робили полірувально-точильні борозни, підтримували археологічну культуру, відому як Сена-Уаза-Марна. До 1927 року в районі Обе було понад 130 пам'ятників цього періоду, включаючи 49 точильних борозен. Багато каміння було розрізано на дорожні камені або будівельні блоки для будинків.
Точильні борозни також були знайдені в Тавастії у Фінляндії та Люксембурзі, а також у Файфілд-Дауні в Англії.
Неолітичні борозни були знайдені в Таміл Наду, Індія.